# 鲁菲亚克多德
鲁菲亚克多德（法語：Rouffiac-d'Aude，法語發音：[ʁufjak dod] ⓘ）是法国奥德省的一个市镇，位于该省中部偏西，属于卡尔卡松区。

## 地理
鲁菲亚克多德（43°7'42"N, 2°17'56"E）面积5.24 平方千米，位于法国奧克西塔尼大區奥德省，该省份为法国南部沿海省份，北起塔恩省，西北接上加龙省，西接阿列日省，南至东比利牛斯省，东临地中海，东北与埃罗省接壤。
与鲁菲亚克多德接壤的市镇（或旧市镇、城区）包括：库富朗斯、蒙克拉尔、波马、普雷克桑。
鲁菲亚克多德的时区为UTC+01:00、UTC+02:00（夏令时）。

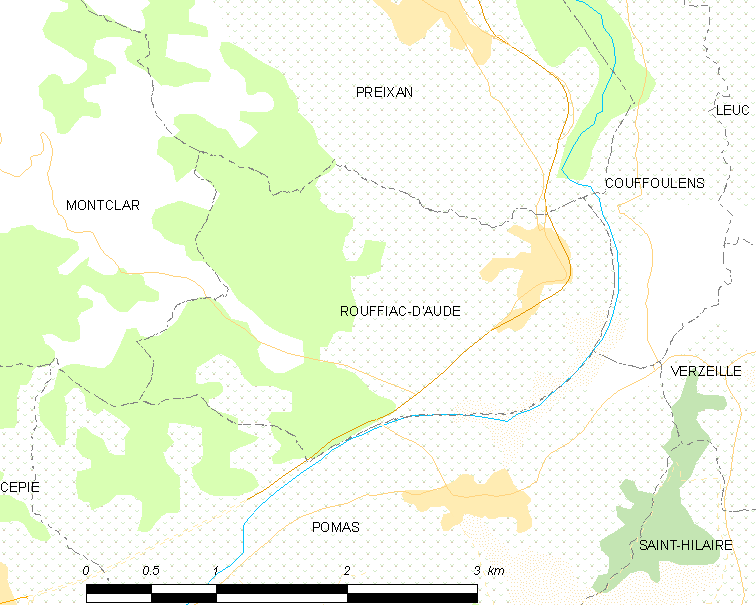
鲁菲亚克多德的OSM定位图

## 行政
鲁菲亚克多德的邮政编码为11250，INSEE市镇编码为11325。

## 政治
鲁菲亚克多德所属的省级选区为卡尔卡松第三县。

## 人口

1962-2008年间鲁菲亚克多德人口变化图示

鲁菲亚克多德于2022年1月1日时的人口数量为493人。